# Manlia Scantilla

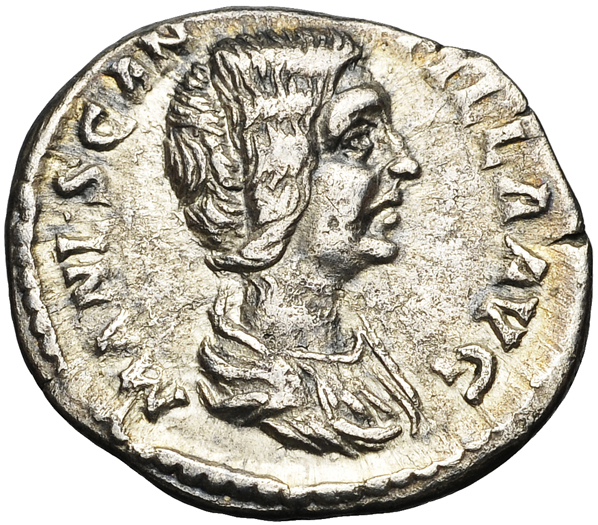
Manlia Scantilla

Manlia Scantilla, född okänt år, död 193 år, var en romersk kejsarinna, gift med kejsar Didius Julianus. 
Hennes ursprung är okänt; gens Manlia var en av de äldsta patriciska familjerna i Rom, men hon kan också ha härstammat från en frigiven slav som tillhört denna familj. Hon gifte sig med Didius Julianus före 153, då deras för sin skönhet berömda dotter Didia Clara föddes. Scantilla beskrivs som förskräckligt ful på grund av någon inte närmare specificerad skönhetsfläck. 
Då maken blev kejsare fick hon och hennes dotter titeln Augusta av senaten. Vid makens död tre månader senare fråntogs de titeln men tilläts begrava Didius döda kropp. Hon avled en månad efter maken.